# Albin Podvršič
Albin Podvršič, slovenski farmacevt in član organizacije TIGR, * 3. februar 1905, Vipolže, † 24. julij 1988, Ljubljana.

## Življenje in delo
Rodil se je v družini bivšega kolona zaposlenega na gradu v Vipolžah Jožefa in Jožefe Podvršič rojene Reja. Ljudsko šolo je končal v rojstnem kraju, gimnazijo v Idriji, farmacijo pa je študiral na Univerzi v Padovi.
Podvršič je bil že kot dijak in študent zelo predan boju za obrambo slovenske manjšine pred fašističnim zatiranjem. Že v Idriji je bil povezan z ilegalno organizacijo TIGR. V Gorici je sodeloval z Francetom Bevkom in vodilnimi člani gibanja TIGR Zorkom Jelinčičem, Albertom Rejcem, Albinom Valentinčičem in drugimi, v Trstu pa z Antonom Kosovelom, Dorčem Sardočem, Dragom Bajcem in drugimi. Drago Bajc, ko je bil zaposlen pri uredništvu lista Edinost je nosil prepovedan ilegalni material v Vipolže in prenočeval pri Podvršičevih, v Padovi pa je živel pri Albinu Podvršiču. Podvršič mu je na begu pred aretacijo tudi pomagal na poti do Benetk. 
Podvršič je za organizacijo TIGR v Vipolžah in okoliških krajih pridobil vrsto novih članov. Sam se je udeležil vrste sestankov in zborovanj: 1929 zbora tigrovcev v Vrhovljah, izleta Prosvetnega društva Brda v Beneško Slovenijo, dijaškega tedenskega tečaja 1928 v Cvetrežu (nad Kal nad Kanalom), zbora dijakov na Čavnu, zbora briških Prosvetnih društev septembra 1927 v Marijinem Celju nad Ligom in drugod. Zaradi svoje dejavnosti je bil aretiran in pod policijskim nadzorom. Leta 1935 je pobegnil v Kraljevino Jugoslavijo. Med okupacijo je sodeloval v narodnoosvobodilni borbi, bil vojaški farmacevt v Trstu nato pa v Ljubljani, kjer je živel z družino.